# Sophie Maintigneux
Sophie Maintigneux (* 1961 in Paris) ist eine französische Kamerafrau und Professorin für Bildgestaltung Film an der Kunsthochschule für Medien (Köln).

## Leben
Im Alter von 23 Jahren war sie als Kamerafrau für Éric Rohmers Das grüne Leuchten tätig. Der Film erhielt 1986 in Venedig einen Goldenen Löwen. 1987 realisierte sie für Jean-Luc Godard den Film King Lear. 1990 wurde Maintigneux mit dem Deutschen Kritikerpreis ausgezeichnet. 2001 erhielt sie auf dem Filmfestival Max Ophüls Preis den Femina-Filmpreis
für L’amour, l’argent, l’amour.
Seit 1988 lebt sie in Berlin, wo sie neben ihrem Filmschaffen an der Deutschen Film- und Fernsehakademie Berlin DFFB lehrt.
Im Jahr 2015 gab es eine gerichtliche Auseinandersetzung zwischen ihr und dem Kuratorium der DFFB wegen einer von ihr dort angestrebten Direktorenstelle. Ein Berliner Gericht hat in ihrem Sinne im Eilverfahren angeordnet, dass dieser Posten bis zum Entscheid im Hauptverfahren nicht besetzt werden darf. Maintigneux ist der Meinung, dass die Auseinandersetzung vor allem darum geht, ob die DFFB eher künstlerisch oder eher kommerziell ausgerichtet sein wird, wobei sie für sich die erstgenannte Option bevorzugt.

## Filmografie (Auswahl)
- 1985: Das grüne Leuchten (Le Rayon vert)
- 1986: Vier Abenteuer von Reinette und Mirabelle (Quatre aventures de Reinette et Mirabelle)
- 1987: King Lear
- 1989: Überall ist es besser, wo wir nicht sind
- 1990: Winckelmanns Reisen
- 1991: Liebe auf den ersten Blick
- 1991: Ostkreuz
- 1992: Das Feuer – Das Herz in beiden Händen
- 1993: Frankie, Jonny & die anderen
- 1994: Abbie Conant – Allein unter Männern
- 1995: Küß mich!
- 1997: Nach dem Spiel
- 1998: F. est un salaud
- 1999: Mit Haut und Haar
- 1999: Zornige Küsse
- 2000: L’Amour
- 2001: Gotteszell – Ein Frauengefängnis
- 2001: Heidi M.
- 2001: Venus Boyz
- 2002: Damen und Herren ab 65
- 2002: Ich werde reich und glücklich
- 2003: NeuFundLand
- 2003: Liebe dich…!
- 2003: Liebe und Verlangen
- 2005: Schattenväter
- 2005: Siehst Du mich?
- 2006: Krieg der Frauen
- 2007: Hannah
- 2008: Die dünnen Mädchen
- 2009: Alter und Schönheit
- 2009: Fräulein Stinnes fährt um die Welt
- 2011: Michel Petrucciani – Leben gegen die Zeit
- 2012: Mark Lombardi – Kunst und Konspiration
- 2013: Rosie
- 2014: Sternstunde ihres Lebens
- 2014: Das Zimmermädchen Lynn
- 2018: draußen
- 2018: Mario
- 2025: Germaine Acogny – Die Essenz des Tanzes (Germaine Acogny – The Essence of Dance)

## Auszeichnungen
- 2021: Ehrenpreis des Deutschen Kamerapreises[3][4]